# Martha Aguillón Martínez
Martha Carolina Aguillón Martínez es una paleontóloga mexicana que ha participado en la mayoría de los descubrimientos de fósiles en el estado de Coahuila. Una de sus mayores aportaciones ha sido el descubrimiento, rescate y descripción del Velafrons coahuilensis, el dinosaurio más completo en México.

## Carrera
Martha Aguillón Martínez tiene una maestría en Ciencias Naturales por la Escuela Superior del Estado de Coahuila y una maestría en ciencias con especialidad en Paleontología de vertebrados por la Universidad Metodista del Sur en Dallas Texas.
Es una de las iniciadoras del movimiento paleontológico en Coahuila y miembro fundador del proyecto del Museo del Desierto en Saltillo.
Participó en el descubrimiento del Coahuilaceratops magnacuerna junto a otros científicos como Mark Loewen, Scott Sampson, Lund Eric, Mike Getty, Andrés Farke, Claudio de León, Rubén Rodríguez de la Rodasa y David Eberth. También ha participado en descubrimientos de micropaleontología como el Peneteius aquilonious descubierto en el municipio General Cepeda en Coahuila.